# Lutsk rajon
Lutsk rajon (ukrainsk: Луцький район, tr. Lutskij rajon) er en af 4 rajoner i Volyn oblast i Ukraine, hvor Lutsk rajon er beliggende mod syd og sydøst i oblasten. Mod vest støder rajonen op til Volodymyr-Volynskij rajon, og mod nord støder den op til Kovel rajon og Kamin-Kashyrskij rajon. Mod øst og sydøst grænser Lutsk rajon op til Rivne oblast, og mod sydvest grænser rajonen op til Lviv oblast.
Ved Ukraines administrative reform fra juli 2020 blev Lutsk rajon udvidet med andre nærtliggende rajoner, ligesom byen Lutsk indgik i rajonen. Det samlede befolkningstal for Lutsk rajon er dermed 457.300.